# Mai Chí Thọ
Mai Chí Thọ (15 tháng 7 năm 1922  –  28 tháng 5 năm 2007 tại Hà Nội), tên thật là Phan Đình Đống, bí danh Năm Xuân, Tám Cao, là Đại tướng đầu tiên của Công an nhân dân Việt Nam, nguyên Bộ trưởng Bộ Nội vụ từ 1986 đến 1991.

## Tiểu sử và hoạt động
Ông tên thật là Phan Đình Đống, sinh tại thôn Địch Lễ, xã Nam Vân, huyện Nam Trực, tỉnh Nam Định (nay là phường Nam Vân thuộc thành phố Nam Định), thường trú tại Quận 3, Thành phố Hồ Chí Minh. Ông là con thứ 5 trong gia đình, em trai của Lê Đức Thọ (tức Phan Đình Khải) và Thượng tướng Đinh Đức Thiện (tức Phan Đình Dinh), người có nhiều kì công gắn liền với đường mòn Hồ Chí Minh.
Ông tham gia cách mạng từ năm 1936 trong phong trào sinh viên Huế và Hà Nội, vào Đảng Cộng sản Đông Dương năm 1939. Từ năm 1938 đến năm 1940, ông tham gia Tổ chức thanh niên dân chủ, rồi Thanh niên phản đế ở trường Trung học Nam Định, là Bí thư Đoàn Thanh niên phản đế Nam Định.
Ông từng bị thực dân Pháp bắt giam vài năm (từ 1940 đến 1945), bị giam giữ tại các nhà tù ở Nam Định, Hỏa Lò (Hà Nội), Sơn La, Khám Lớn (Sài Gòn), Côn Đảo.
Ông là Bí thư Thanh niên cứu quốc, sau đó là Trưởng ty Công an, Phó Bí thư Tỉnh ủy Cần Thơ. Từ năm 1948 đến năm 1949, ông là Trưởng ty Công an, sau đó là Phó Bí thư, rồi Bí thư Tỉnh ủy Mỹ Tho.
Từ năm 1950 đến năm 1954, ông là Phó Giám đốc Sở Công an Nam Bộ, ban đầu (1950-1952) làm Phó Bí thư, Bí thư liên chi chính quyền Nam Bộ, sau đó (1952-1954) phụ trách Công an miền Đông Nam Bộ.
Từ năm 1954 đến năm 1960, ông là Phó ban, sau đó là Trưởng ban địch tình Xứ ủy Nam Bộ, Xứ ủy viên dự khuyết Xứ ủy Nam Bộ (1958-1960).
Từ năm 1960 đến năm 1965, ông là Bí thư Khu ủy miền Đông Nam Bộ, Chính ủy Quân khu miền Đông Nam Bộ.
Từ năm 1965 đến năm 1975, ông là Ủy viên Thường vụ, Phó Bí thư, Bí thư Thành ủy Sài Gòn – Gia Định, Chính ủy Quân khu Sài Gòn – Gia Định.

## Tham gia chính quyền Thành phố Hồ Chí Minh
Sau khi kết thúc cuộc chiến tranh Việt Nam, ông lần lượt làm Phó Bí thư, Phó Chủ tịch Ủy ban Quân quản Sài Gòn – Gia Định, Bí thư Đảng ủy, Giám đốc Sở Công an Thành phố Hồ Chí Minh (1975-1976), Phó Bí thư thứ nhất Thành ủy, rồi Phó Chủ tịch UBND Thành phố Hồ Chí Minh. Sau đó ông làm Chủ tịch Ủy ban nhân dân Thành phố Hồ Chí Minh (03/1979-06/1985).
Ông được bầu làm Ủy viên Ban chấp hành Trung ương Đảng các khóa IV, V, VI.
Tháng 6 năm 1985 ông làm Phó Bí thư thường trực, rồi làm Bí thư Thành ủy Thành phố Hồ Chí Minh trong một thời gian ngắn năm 1986, khi Bí thư Thành ủy Nguyễn Văn Linh ra Hà Nội nhậm chức Thường trực Ban Bí thư, chuẩn bị cho Đại hội VI của Đảng Cộng sản Việt Nam.

## Lãnh đạo Bộ Công an
Tháng 11 năm 1986, ông làm Thứ trưởng thứ nhất Bộ Nội vụ (nay là Thứ trưởng thường trực Bộ Công an Việt Nam) và đến tháng 2 năm 1987, ông được bổ nhiệm giữ chức vụ Bộ trưởng. Sau đó, ông được phong là Đại tướng (tháng 5 năm 1989) và trở thành Đại tướng đầu tiên của Công an nhân dân Việt Nam.
Ông là Ủy viên Ban Chấp hành Trung ương Đảng khóa IV, V và VI (1978-1991), ủy viên Bộ Chính trị khóa VI (1986-1991), là đại biểu Quốc hội các khóa VI, VII, VIII; Ủy viên Hội đồng Quốc phòng khóa VIII.
Nghỉ hưu từ năm 1991, ông về sinh sống tại Thành phố Hồ Chí Minh, tập trung viết hồi ký và tham gia các hoạt động xã hội.

## Qua đời và lễ tang
Ông mất lúc 8h sáng ngày 28 tháng 5 năm 2007 tại Bệnh viện Quân y 108 (Hà Nội). Lễ viếng được tổ chức tại Hội trường Thành ủy Thành phố Hồ Chí Minh tại số 111 Bà Huyện Thanh Quan, Quận 3, Thành phố Hồ Chí Minh trong ngày 3 tháng 6 theo nghi thức cấp nhà nước, nhiều người dân Việt Nam và nhiều lãnh đạo nguyên lãnh đạo Đảng, nhà nước ở 2 miền đã đến viếng. Lễ truy điệu vào lúc 10h35 phút ngày 5 tháng 6, và vào trưa chiều cùng ngày, linh cữu Mai Chí Thọ được an táng tại Nghĩa trang Thành phố Hồ Chí Minh, theo ý nguyện của ông và gia đình.

## Gia đình
- Anh trai:
  - Lê Đức Thọ tên thật là Phan Đình Khải, Nguyên Cố vấn Ban Chấp hành Trung ương Đảng, nguyên Ủy viên Bộ Chính trị, nguyên Thường trực Ban Bí thư, nguyên Trưởng ban Tổ chức Trung ương.
  - Đinh Đức Thiện tên thật là Phan Đình Dinh, Thượng tướng Quân đội nhân dân, Thứ Trưởng Bộ Quốc phòng Việt Nam.

## Đóng góp

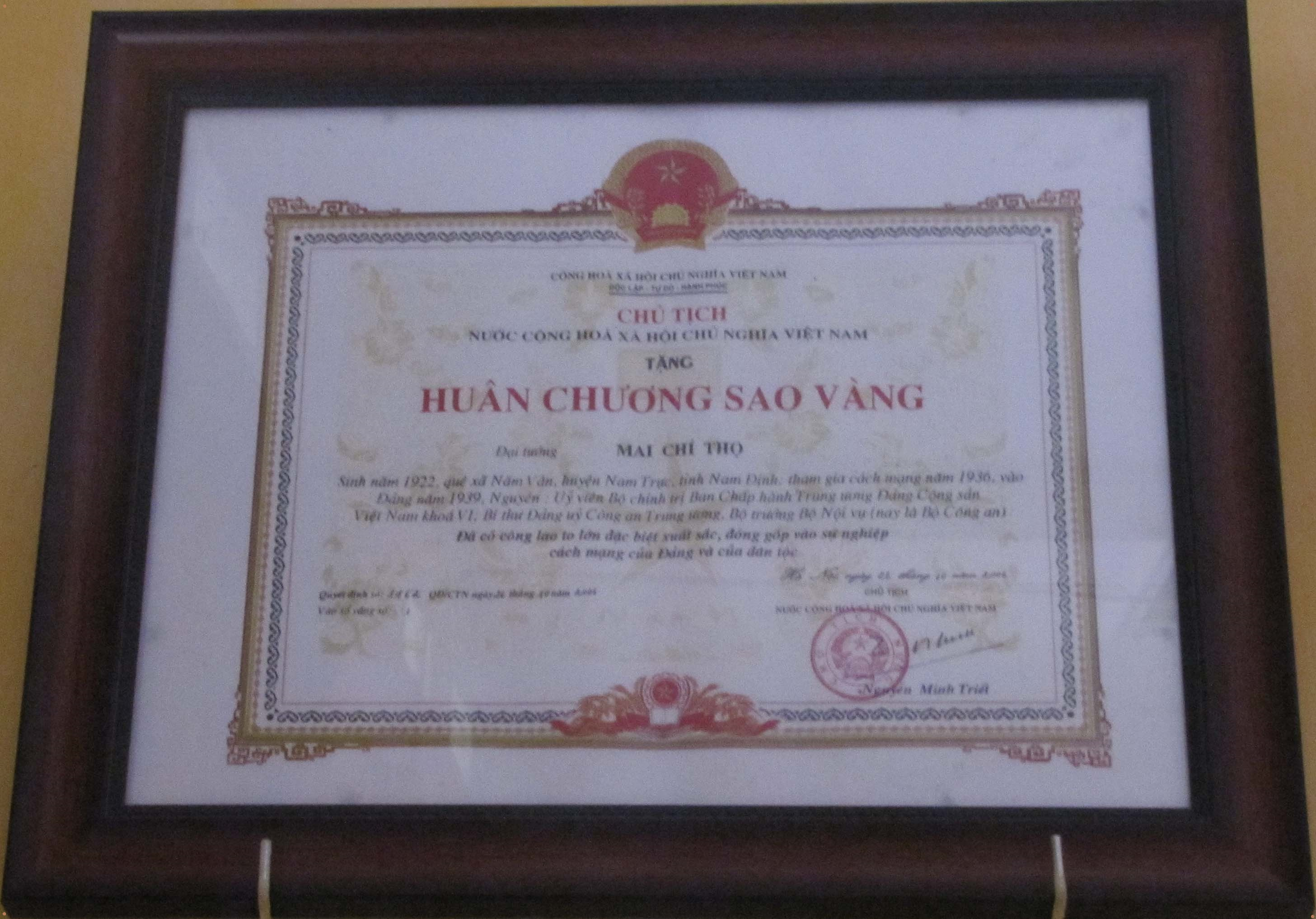
Huân chương sao vàng của Đại tướng Mai Chí Thọ

Ông được xem là một trong những nhà lãnh đạo có đường lối cứng rắn, đóng vai trò chủ yếu trong việc xây dựng ngành công an của nước Việt Nam thống nhất thời tại vị (1986-1991). Ông được Nhà nước Việt Nam phong hàm Đại tướng Công an nhân dân đầu tiên của Việt Nam (ngành An ninh) vào tháng 5 năm 1989.
Cùng với hai vị lãnh đạo khác ở thành phố Hồ Chí Minh lúc bấy giờ là cố Tổng bí thư Nguyễn Văn Linh và cố Thủ tướng Võ Văn Kiệt, ông Mai Chí Thọ là người ủng hộ và khởi xướng cho thời kỳ Đổi Mới ở Thành phố Hồ Chí Minh từ trước năm 1986.
Ngày 12 tháng 1 năm 2007, ông được trao tặng Huân chương Sao Vàng, huân chương cao quý nhất của nhà nước Việt Nam.
Ông còn được tặng thưởng các huân chương, huy hiệu cao quý khác: Huân chương Hồ Chí Minh, Huân chương Quân công hạng Nhất, Huy hiệu 60 năm tuổi Đảng, Huân chương Lao động hạng Nhất...
Tên của ông được Hội đồng nhân dân Thành phố Hồ Chí Minh đặt đoạn đường thuộc dự án Đại lộ Đông – Tây từ đường hầm sông Sài Gòn đến Xa lộ Hà Nội (thuộc địa bàn thành phố Thủ Đức) đã hoàn thành và đưa vào sử dụng ngày 20 tháng 11, 2011.
Tại Hà Nội, tên của ông được đặt cho một con đường chạy qua phía tây khu đô thị Việt Hưng đến khu đô thị sinh thái Vinhomes Riverside, nối với đường Hội Xá (thuộc địa bàn quận Long Biên).